# 普拉西

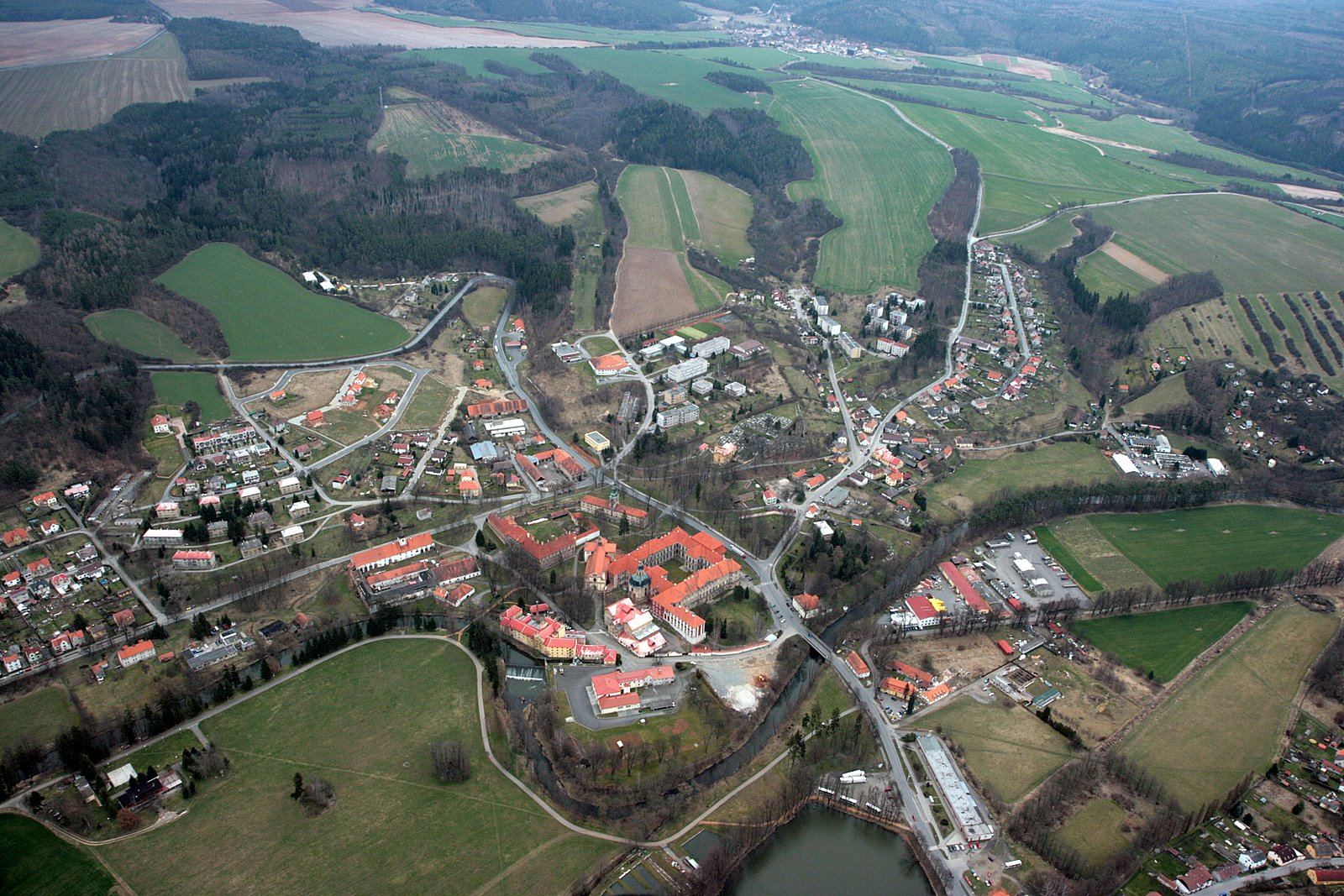

普拉西（捷克語：Plasy，捷克語發音：[ˈplasɪ]）是捷克的城鎮，位於該國西部，距離首府皮爾森20公里，由比爾森州負責管轄，面積57.13平方公里，海拔高度350米，是主要的旅遊中心，2006年人口2,598。